# 黑尾頭鯰
黑尾頭鯰，為輻鰭魚綱鯰形目擬油鯰科的其中一種，為熱帶淡水魚類，分布於南美洲蘇利南Sipaliwini河流域，體長可達35公分，棲息在水流快的溪流底層水域，生活習性不明。